# Garry Kenneth
Garry Kenneth est un footballeur écossais né le 21 juin 1987 à Dundee. Il joue au poste de défenseur central avec l'équipe d'Écosse.

## Biographie
Son premier match avec l'équipe professionnelle de Dundee a lieu en février 2005 lors d'un match de Coupe d'Écosse face au Queen of the South Football Club (victoire 3-0 de Dundee). 
En 2005, il atteint la finale de la Coupe d'Écosse avec Dundee. En 2008, il atteint la finale de la Coupe de la Ligue, toujours avec le même club. En 2010, il remporte son premier trophée avec Dundee en remportant la Coupe d'Écosse.
À noter que Garry Kenneth a été finaliste du Championnat d'Europe des moins de 19 ans en 2006.

## Palmarès

### En club
Dundee United
- Coupe d'Écosse
  - Vainqueur (1) : 2010
  - Finaliste : 2005
- Coupe de la Ligue
  - Finaliste : 2008

### En sélection
Écosse
- EURO U19
  - Finaliste : 2006

## Sélections
- 2005-2007 : Écosse -19 ans : 12 sélections, 1 but
- 2007 : Écosse -20 ans : 4 sélections, 0 but
- 2007-2008 : Équipe d'Écosse espoirs : 8 sélections, 0 but
- Depuis 2010 : Équipe d'Écosse A : 2 sélections, 0 but